# Missió de San Gabriel Arcángel

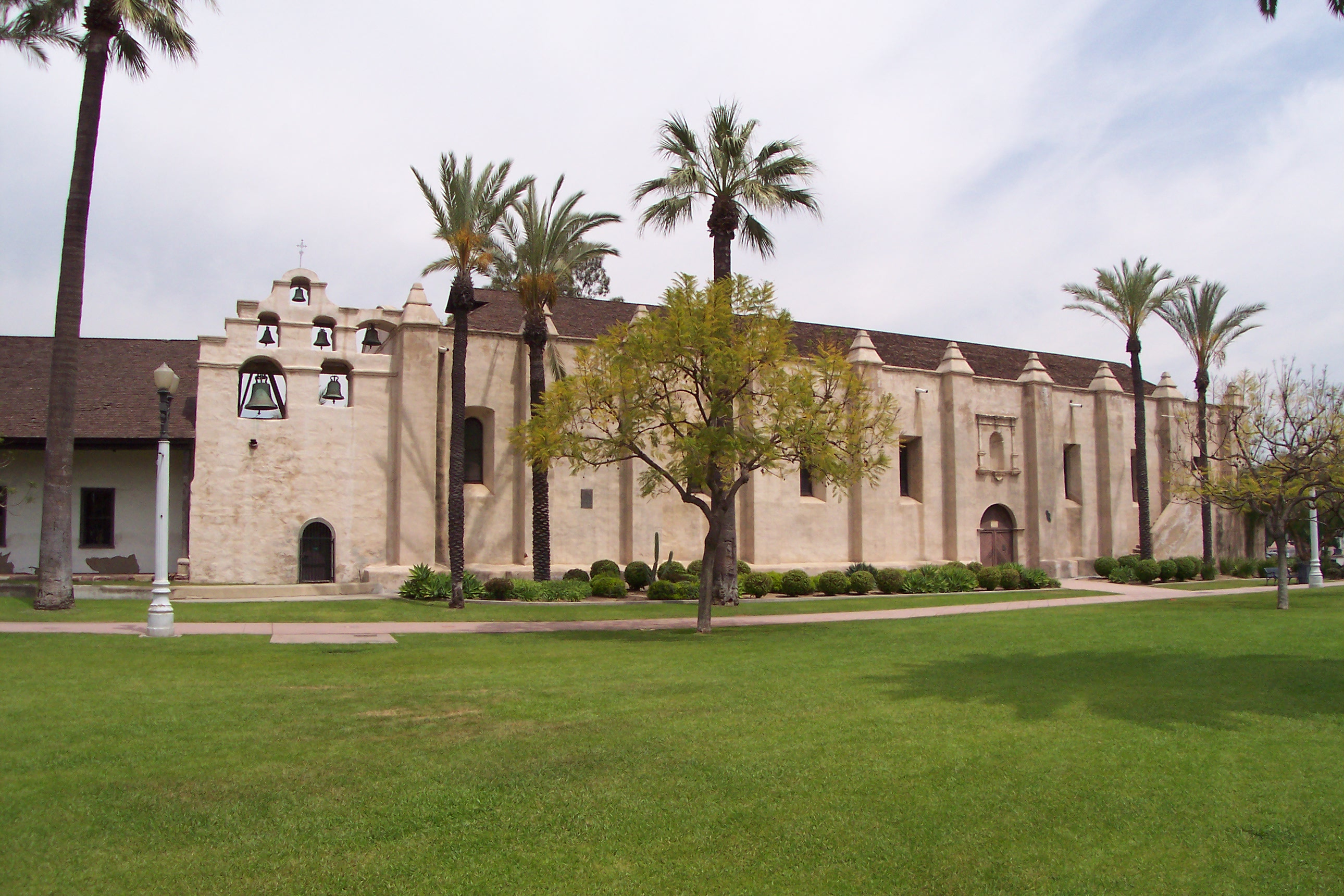
Restes de la missió

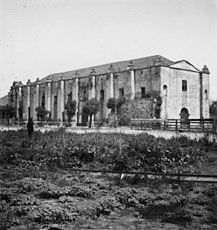
Missió de San Gabriel Arcángel circa 1900. El camí del fons és part de l'original Camí Reial de Califòrnia.

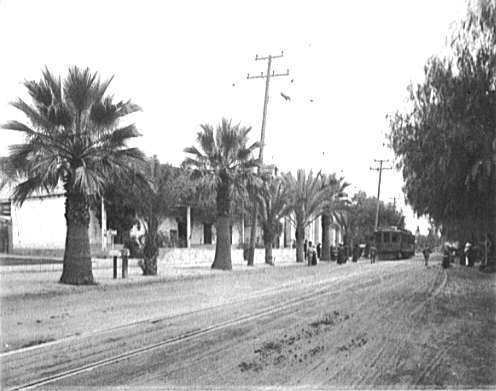
Un tramvia del Pacific Electric Railway fa una parada a la Missió San Gabriel Arcángel circa 1905.

La Missió de San Gabriel Arcángel és una parròquia catòlica, a la ciutat de San Gabriel a l'estat de Califòrnia als Estats Units, en un indret conegut pels nadius com a Lisanchanga o Shevaanga i fou una de les 21 Missions espanyoles a Califòrnia. Va ser la quarta missió fundada pel frare franciscà Juníper Serra amb l'assistència de Pedro Benito Cambón i Ángel Fernández Somera y Balbuena, i va rebre el nom en honor de l'arcàngel Gabriel. Per la notable producció agrícola que va aconseguir en el seu apogeu, va arribar a conèixer-se-la com l'«orgull de les missions». Així mateix, és considerada un monument històric (historical landmark) d'aquest país.

## Història
Sota la direcció de Juníper Serra, Pedro Cambón i Ángel Fernández es va fundar la Missió de San Gabriel el 8 de setembre de 1771 a la rodalia del pujol Montebello. Els nadius del lloc, tongva o kizh van participar en la construcció, són qui serien coneguts com a gabrielinos. No obstant això, la presència de militars i transeünts des de Mèxic va fer que imperés la intranquil·litat en l'assentament. D'altra banda, per 1774 hi va arribar l'explorador Juan Bautista de Anza, circumstància que establiria San Gabriel com un important punt de contacte amb Mèxic.
Cap al 1775 la missió va ser traslladada novament uns 3 km al nord-est de la ubicació original. Des de llavors, va esdevenir la més prospera de les missions de la regió, perquè aconseguiria produir més de 353.000 bushels de blat, ordi, blat de moro, fesols, pèsols, llenties i cigrons. Entre els seus productes destacaven els seus vins. Precisament, és reconeguda per haver introduït la viticultura a gran escala a Califòrnia amb l'administració de fra José Zalvidea i la col·laboració dels mateixos nadius. D'igual manera, San Gabriel elaborava sabó i candeles que eren subministrats a les missions veïnes. No obstant això, la presència de la naixent localitat de Nuestra Señora la Reina de Los Angeles de Porciúncula causava conflicte per l'assetjament dels acabalats i militars del lloc. Malgrat tot, els religiosos de San Gabriel van col·laborar amb la construcció de l'església de Los Angeles, que va ser fundada el 1781.
Amb la secularització de l'estat mexicà, les propietats de la missió van passar a mans privades el 1834, i els franciscans van abandonar San Gabriel. El govern nord-americà retornaria les instal·lacions a l'Església catòlica el 1859, i la reconstrucció va començar el 1908 amb l'arribada dels missioners Claretians. L'església principal, construïda entre 1791 a 1805 es va inspirar de la Catedral de Còrdova a Espanya.  És coneguda com «la padrina del poble de Los Angeles».,
San Gabriel destaca per allotjar una col·lecció de pintures sacres, probablement les primeres realitzades per residents californians.

## Visita
Avui dia es pot visitar l'església, el museu i els jardins. L'edifici de totxanes del museu va ser construït eln 1812 i va servir originalment com a dormitor i biblioteca. Les exposicions inclouen relíquies de la missió, llibres i objectes religiosos. A l'exterior es pot veure part del complex de la missió original, incloent cuines interiors i exteriors, cellers, cisternes d'aigua, sabó i espelmes, bótes per a la preparació de cuirs bovins, i un cementiri. També hi ha una botiga de regals.